# Pátá kolona (divadelní hra)
Pátá kolona je jediná divadelní hra, kterou sepsal Ernest Hemingway.

## Děj
Příběh je zasazen do období španělské občanské války. Týká se kontrašpiona Filipa Rawlingse, opilce a člena komunistické strany, který pracuje jako válečný zpravodaj. Pracuje v okolí hotelu Florida a má za úkol sledovat členy tzv. „páté kolony“, fašistických sympatizantů operujících proti nim. 
Dva reportéři v hotelu, Dorothy Bridgesová a Robert Preston si o něm myslí, že je to rváč a výtržník, ale Dorothy se do něj zamiluje a vysní si s ním krásnou budoucnost.  Filip později zajme člena páté kolony, který při výslechu prozradí existenci dalších asi 300 členů. 
Nakonec si násilí začne vybírat svou daň a on o sobě začne pochybovat. Následně se rozejde s Dorothy a pokračuje ve své misi.

## Postavy
- Filip Rawlings - kontrašpion, hlavní postava
- Dorothy Bridgesová - reportérka, zamiluje se do Filipa
- Robert Preston - kolega Dorothy
- Max - Filipův kamarád